# Eugène Diomi Ndongala
 (décembre 2014).
Eugène Diomi Ndongala Nzomambu, né en 1962, est un homme politique de la république démocratique du Congo. Diomi est né à Sona-Bata dans la province du Bas-Congo.

## Historique
À partir de 1994, Eugène Diomi Ndongala est parlementaire et vice-ministre de l'Économie et des Finances dans le gouvernement du président de la République Mobutu Sese Seko.
Le 10 décembre 1997, il est arrêté et emprisonné sans ordre judiciaire ni jugement.
Selon Amnesty International, Diomi a été arrêté par la police militaire sous le régime de Laurent-Désiré Kabila. Il est libéré le 24 janvier 1998.
En 2003, Diomi devient ministre des Mines dans le gouvernement de transition, mais est démis de son poste en 2004 après avoir été accusé de corruption sans raison apparente.
De 2004 à 2006, il est le président contesté de l'AS Vita Club, club de foot congolais.
Il est également le président du Front pour la Survie de la Démocratie au Congo/Démocratie Chrétienne. En 2006, il est candidat à l'élection présidentielle.
Depuis août 2009, il est agent match de la FIFA.
En 2011, il conteste la légalité des élections, celles-ci ayant porté au pouvoir Joseph Kabila, et il accumule depuis les ennuis judiciaires. Il est notamment porté disparu le 26 juin 2012 avant de réapparaître le 11 octobre.
Le 8 avril 2013, il est arrêté par des policiers, sous le commandement du Colonel Célestin Kanyama, car il est accusé d'être à la tête d'un mouvement insurrectionnel appelé "Imperium". Plus tard au cours de l'année, le Secrétariat International de l'Organisation Mondiale Contre la Torture est informé de graves manquements aux droits de l'Homme ainsi que de la détérioration de l'état de santé de Eugène Diomi Ndongala. Ce dernier est alors détenu à la Prison centrale de Makala et privé de soins médicaux par les autorités compétentes.
En 2014, le politicien est accusé de viol sur mineure, faits pour lesquels il est condamné à 10 ans de prison. Il est finalement libéré en mars 2019. Il est à nouveau arrêté pour des accusations similaires en juillet 2021, avant d'être relâché 24 heures plus tard.